# إياد عبد فرحان
إياد عبد فرحان (من مواليد 1998) هو لاعب كرة قدم عراقي محترف يلعب كصانع ألعاب لفريق نوروز في دوري نجوم العراق.

## المسيرة الاحترافية

### بداياته
أياد من مدينة الناصرية، وقد لعب في عدة فرق محلية قبل أن ينضم إلى نادي الناصرية، حيث لعب لموسم واحد قبل الانتقال إلى نادي زاخو في الدوري العراقي الممتاز. قضى موسمًا واحدًا مع زاخو لكنه واجه صعوبة في الحصول على وقت لعب كافٍ.

### نادي الميناء
انتقل أياد جنوبًا للانضمام إلى نادي الميناء، حيث كان له دور كبير في مساعدتهم على العودة إلى دوري نجوم العراق. في سبتمبر 2023، وقع عقدًا جديدًا للبقاء مع النادي لموسم آخر. في الموسم التالي، استمر في كونه جزءًا مهمًا من الفريق، حيث تمكن النادي من تجنب الهبوط رغم المشاكل المالية والإدارية. في يوليو، سجل أسرع هدف في الموسم، حيث أحرز هدفًا بعد 27 ثانية ضد نادي دهوك. في أغسطس، وقع عقدًا جديدًا للبقاء في الميناء لموسم 2024-2025.
على الرغم من توقيع العقد الجديد، أعلن أياد بعد أسبوع أنه اتفق على مغادرة النادي بالتراضي.

### نادي نوروز
في 10 سبتمبر 2024، انضم أياد إلى نوروز في صفقة انتقال مجانية بعد إنهاء عقده مع الميناء.

## الألقاب
الدوري العراقي الممتاز
الفائز: 2022-2023